# Cymothoida
Cymothoida (лат.) — подотряд высших раков из отряда равноногих раков (Isopoda). Наряду со свободноживущими представителями, к подотряду относят ряд паразитических форм, в роли хозяев которых выступают другие ракообразные или рыбы. Представители глубоководного вида Bathynomus giganteus достигают рекордной среди равноногих ракообразных длины — 27 см.

## Таксономия
В подотряд Cymothoida включают 4 надсемейства и 35 семейств:

| - Надсемейство Anthuroidea Leach, 1814 - Antheluridae Poore & Lew Ton, 1988 - Anthuridae Leach, 1814 - Expanathuridae Poore, 2001 - Hyssuridae Wägele, 1981 - Leptanthuridae Poore, 2001 - Paranthuridae Menzies & Glynn, 1968 - Надсемейство Cymothooidea Leach, 1814 - Aegidae White, 1850 - Anuropidae Stebbing, 1893 - Barybrotidae Hansen, 1890 - Cirolanidae Dana, 1852 - Corallanidae Hansen, 1890 - Cymothoidae Leach, 1818 - Gnathiidae Leach, 1814 - Protognathiidae Wägele & Brandt, 1988 - Tridentellidae Bruce, 1984 | - Надсемейство Cryptoniscoidea Kossmann, 1880 - Asconiscidae Bonnier, 1900 - Cabiropidae Giard & Bonnier, 1887 - Crinoniscidae Bonnier, 1900 - Cryptoniscidae Kossmann, 1880 - Cyproniscidae Bonnier, 1900 - Hemioniscidae Bonnier, 1900 - Podasconidae Bonnier, 1900 - Надсемейство Bopyroidea Rafinesque, 1815 - Bopyridae Rafinesque, 1815 - Colypuridae Richardson, 1905 - Dajidae Giard & Bonnier, 1887 - Entoniscidae Kossmann, 1881 - Rhabdochiridae Richardson, 1905 |